# Regional District of Alberni-Clayoquot
Regional District of Alberni-Clayoquot är ett regionalt distrikt i provinsen British Columbia i Kanada. Det ligger på sydvästra sidan av Vancouverön i södra delen av provinsen. Antalet invånare är 30 981 (år 2016) och ytan är 6 589 kvadratkilometer.
I Regional District of Alberni-Clayoquot finns kommunerna Port Alberni, Tofino och Ucluelet.